# Alex Aranburu
Pour les articles homonymes, voir Aranburu.
Alexander "Alex" Aranburu Deba, né le 19 septembre 1995 à Ezkio-Itsaso, est un coureur cycliste espagnol. Il est membre de l'équipe Cofidis.

## Biographie

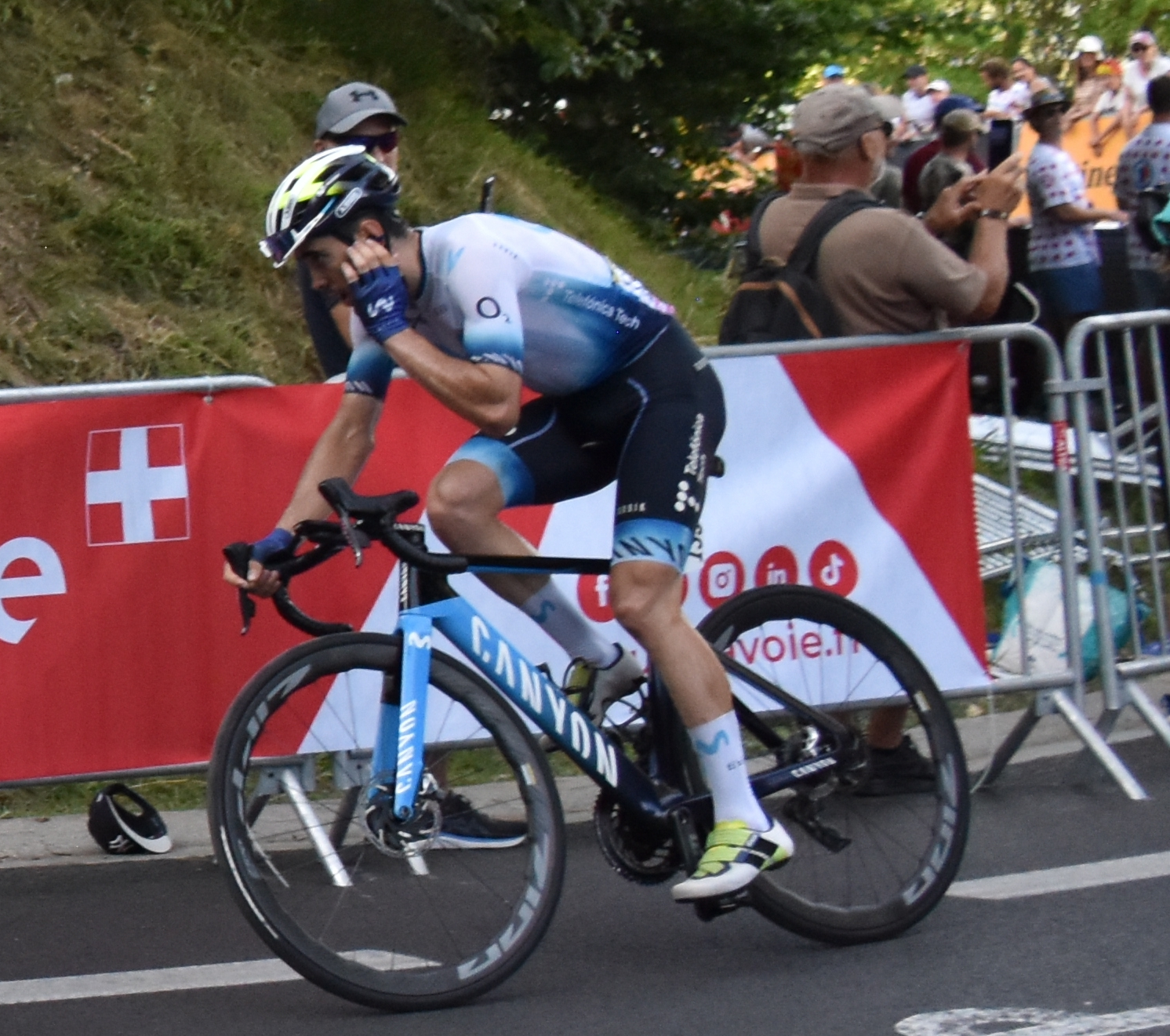
Alex Aranburu lors de la du Tour de France 2023.

Né dans la commune rurale d'Ezkio-Itsaso, Alex Aranburu commence le cyclisme à l'âge de huit ans.
En 2013, il devient champion d'Espagne sur route juniors (moins de 19 ans). Il court ensuite au sein des clubs basques Ampo-Goierriko TB en 2014 et Café Baqué-Conservas Campos en 2015 chez les espoirs (moins de 23 ans). Lors de sa deuxième saison, il se fait remarquer chez les amateurs en obtenant trois victoires, dont une étape du Tour de Palencia. 
Après avoir été stagiaire au sein de l'équipe continentale Murias Taldea en fin de saison 2015, il passe professionnel en 2016 dans cette équipe, désormais nommée Euskadi Basque Country-Murias.
Il intègre l'équipe continentale professionnelle Caja Rural-Seguros RGA en 2017, qui l'engage pour deux ans. En aout 2018, il s'impose sur le Circuit de Getxo et participe au Tour d'Espagne, son premier grand tour. En 2019, il se distingue en remportant une étape du Tour de la communauté de Madrid et du Tour de Burgos.
En 2020, il rejoint l'UCI WorldTeam Astana. Il se classe deuxième du Gran Trittico Lombardo 2020 et septième de Milan-San Remo en 2020 et 2021. Lors de la deuxième étape du Tour du Pays basque 2021, il attaque dans la descente dans les dix derniers kilomètres et conserve assez d'avance dans la côte finale pour s'imposer en solitaire. Il s'agit de sa première victoire sur une course UCI World Tour.
Lors de la saison 2022, il rajoint l'équipe Movistar pour trois saisons. Pour sa première année, il remporte une étape et le général du Tour du Limousin-Périgord-Nouvelle-Aquitaine. Il est également troisième des Boucles de la Mayenne et du championnat d'Espagne sur route. 
En 2023, il accumule les places d'honneur, terminant troisième du championnat d'Espagne, du Grand Prix cycliste de Montréal (son premier podium sur une classique World Tour) et du Tour du Piémont. Il est également quatrième du Grand Prix cycliste de Québec et septième de la Classique de Saint-Sébastien.
Le 15 juin 2024, il remporte sa première victoire de la saison lors de la quatrième étape du Tour de Belgique au sommet du Mur de Durbuy. Huit jours plus tard, il remporte le championnat d'Espagne sur route.

## Palmarès sur route

### Palmarès amateur
- 2013
  -  Champion d'Espagne sur route juniors
  - 3e du Circuito Cántabro Junior
- 2014
  - 2e de la San Bartolomé Sari Nagusia
  - 3e de l'Oñati Proba
- 2015
  - Xanisteban Saria
  - 4e étape du Tour de Palencia
  - Oñati Proba
  - 2e du Premio Primavera

### Palmarès professionnel
- 2018
  - Circuit de Getxo
- 2019
  - 2e étape du Tour de la communauté de Madrid
  - 4e étape du Tour de Burgos
- 2020
  - 2e du Gran Trittico Lombardo
  - 7e de Milan-San Remo
- 2021
  - 2e étape du Tour du Pays basque
  - 3e du championnat d'Espagne sur route
  - 3e du Mémorial Marco Pantani
  - 6e du Circuit Het Nieuwsblad
  - 7e de Milan-San Remo
- 2022
  - Tour du Limousin-Périgord-Nouvelle-Aquitaine
    - Classement général
    - 2e étape

  - 3e des Boucles de la Mayenne
  - 3e du championnat d'Espagne sur route
- 2023
  - 3e du championnat d'Espagne sur route
  - 3e du Grand Prix cycliste de Montréal
  - 3e du Tour du Piémont
  - 4e du Grand Prix cycliste de Québec
  - 7e de la Classique de Saint-Sébastien
- 2024
  -  Champion d'Espagne sur route
  - 4e étape du Tour de Belgique
  - 2e d'Eschborn-Francfort
  - 2e du Grand Prix de Wallonie
  - 3e de la Route de la Céramique-Grand Prix Castellón
  - 3e du Tour de Belgique
  - 3e du Tour du Piémont
- 2025
  - 3e étape du Tour du Pays basque
  - 3e du Circuit de Getxo
  - 7e du Tour du Pays basque

### Résultats sur les grands tours

#### Tour de France
4 participations
- 2021 : 74e
- 2023 : 52e
- 2024 : 71e
- 2025 : 81e

#### Tour d'Espagne
4 participations
- 2018 : 108e
- 2019 : 94e
- 2020 : 75e
- 2021 : non-partant (11e étape)

### Classements mondiaux
| Année                                 | 2016  | 2017 | 2018 | 2019 | 2020 | 2021 | 2022 | 2023 | 2024 |
| ------------------------------------- | ----- | ---- | ---- | ---- | ---- | ---- | ---- | ---- | ---- |
| Classement mondial                    | 1123e | 899e | 268e | 238e | 105e | 94e  | 83e  | 43e  | 48e  |
| UCI Europe Tour                       | 765e  | 618e | 155e | 198e | 88e  | 78e  | 71e  | 38e  | 38e  |
| UCI Asia Tour                         | nc    | nc   | 559e |      |      |      |      |      |      |
| UCI America Tour                      | nc    | 416e | nc   |      |      |      |      |      |      |
|                                       |       |      |      |      |      |      |      |      |      |
| Légende : nc = non classéSource : UCI |       |      |      |      |      |      |      |      |      |

## Palmarès en cyclo-cross
- 2012-2013
  - XX Cyclo-cross de Karrantza juniors, Karrantza
  - XXXVI Ziklo Kross Igorre juniors, Igorre
  - 2e du championnat d'Espagne de cyclo-cross juniors
- 2013-2014
  - 3e du championnat d'Espagne de cyclo-cross espoirs